# Moisenay
Moisenay és un municipi francès, situat al departament de Sena i Marne i a la regió de Illa de França. L'any 2007 tenia 1.124 habitants.
Forma part del cantó de Nangis, del districte de Melun i de la Comunitat de comunes Brie des Rivières et Châteaux.

## Demografia

### Població
El 2007 la població de fet de Moisenay era de 1.124 persones. Hi havia 435 famílies, de les quals 83 eren unipersonals (32 homes vivint sols i 51 dones vivint soles), 146 parelles sense fills, 178 parelles amb fills i 28 famílies monoparentals amb fills.
La població ha evolucionat segons el següent gràfic:
Habitants censats

### Habitatges
El 2007 hi havia 471 habitatges, 434 eren l'habitatge principal de la família, 17 eren segones residències i 19 estaven desocupats. 460 eren cases i 10 eren apartaments. Dels 434 habitatges principals, 375 estaven ocupats pels seus propietaris, 45 estaven llogats i ocupats pels llogaters i 14 estaven cedits a títol gratuït; 2 tenien una cambra, 11 en tenien dues, 60 en tenien tres, 107 en tenien quatre i 255 en tenien cinc o més. 348 habitatges disposaven pel capbaix d'una plaça de pàrquing. A 163 habitatges hi havia un automòbil i a 248 n'hi havia dos o més.

### Piràmide de població
La piràmide de població per edats i sexe el 2009 era:
| Homes | Edats   | Dones |
| ----- | ------- | ----- |
| 0     | 95 o +  | 0     |
| 0     | 90 a 94 | 4     |
| 8     | 85 a 89 | 8     |
| 12    | 80 a 84 | 16    |
| 8     | 75 a 79 | 12    |
| 8     | 70 a 74 | 12    |
| 36    | 65 a 69 | 32    |
| 36    | 60 a 64 | 28    |
| 16    | 55 a 59 | 28    |
| 72    | 50 a 54 | 52    |
| 56    | 45 a 49 | 60    |
| 48    | 40 a 44 | 36    |
| 24    | 35 a 39 | 52    |
| 24    | 30 a 34 | 28    |
| 28    | 25 a 29 | 16    |
| 52    | 20 a 24 | 52    |
| 36    | 15 a 19 | 44    |
| 40    | 10 a 14 | 56    |
| 36    | 5 a 9   | 12    |
| 36    | 0 a 4   | 24    |

## Economia
El 2007 la població en edat de treballar era de 763 persones, 586 eren actives i 177 eren inactives. De les 586 persones actives 550 estaven ocupades (303 homes i 247 dones) i 36 estaven aturades (20 homes i 16 dones). De les 177 persones inactives 70 estaven jubilades, 67 estaven estudiant i 40 estaven classificades com a «altres inactius».

### Ingressos
El 2009 a Moisenay hi havia 435 unitats fiscals que integraven 1.150 persones, la mediana anual d'ingressos fiscals per persona era de 24.872 €.

### Activitats econòmiques
Dels 37 establiments que hi havia el 2007, 2 eren d'empreses alimentàries, 8 d'empreses de construcció, 5 d'empreses de comerç i reparació d'automòbils, 3 d'empreses de transport, 2 d'empreses d'hostatgeria i restauració, 1 d'una empresa d'informació i comunicació, 1 d'una empresa financera, 1 d'una empresa immobiliària, 9 d'empreses de serveis, 1 d'una entitat de l'administració pública i 4 d'empreses classificades com a «altres activitats de serveis».
Dels 13 establiments de servei als particulars que hi havia el 2009, 1 era una oficina de correu, 2 paletes, 1 guixaire pintor, 2 fusteries, 2 lampisteries, 2 perruqueries, 2 restaurants i 1 saló de bellesa.
Dels 2 establiments comercials que hi havia el 2009, 1 era una botiga de menys de 120 m² i 1 una fleca.
L'any 2000 a Moisenay hi havia 5 explotacions agrícoles.

## Equipaments sanitaris i escolars
El 2009 hi havia una escola elemental integrada dins d'un grup escolar amb les comunes properes formant una escola dispersa.

## Poblacions més properes
El següent diagrama mostra les poblacions més properes.